# Fußball-Weltmeisterschaft 1978/Finalrunde
Die Finalrunde der Fußball-Weltmeisterschaft 1978 umfasste das Spiel um Platz 3 sowie das Finale zwischen der argentinischen und der niederländischen Mannschaft.

## Spiel um Platz 3

### Brasilien – Italien 2:1 (0:1)
| Brasilien                                                                | Brasilien | Italien | Italien |
| ------------------------------------------------------------------------ | --- | --- | ------- |
| Brasilien                                                                | \| Samstag: 24. Juni 1978 um 15:00 Uhr in Buenos Aires (Estadio Monumental) \| \| Zuschauer: 69.659 \| \| Schiedsrichter: Abraham Klein ( Israel) \| \| Spielbericht \|                                         | \| Samstag: 24. Juni 1978 um 15:00 Uhr in Buenos Aires (Estadio Monumental) \| \| Zuschauer: 69.659 \| \| Schiedsrichter: Abraham Klein ( Israel) \| \| Spielbericht \|                                                           | Italien |
| Brasilien                                                                | Émerson Leão – Oscar – Nelinho, Amaral, José Rodrigues Neto – Toninho Cerezo (64. Roberto Rivelino), Batista, Jorge Pinto Mendonça, Dirceu – Gil (46. Reinaldo), Roberto Dinamite Cheftrainer: Cláudio Coutinho | Dino Zoff – Gaetano Scirea – Antonello Cuccureddu, Claudio Gentile, Antonio Cabrini – Patrizio Sala, Giancarlo Antognoni (78. Claudio Sala), Aldo Maldera – Franco Causio, Paolo Rossi, Roberto Bettega Cheftrainer: Enzo Bearzot | Italien |
| Brasilien                                                                | 1:1 Nelinho (64.) 2:1 Dirceu (72.) | 0:1 Causio (38.) | Italien |
| Brasilien                                                                | Nelinho (35.), Batista (44.) | Gentile (72.) | Italien |
| Samstag: 24. Juni 1978 um 15:00 Uhr in Buenos Aires (Estadio Monumental) | | |         |
| Zuschauer: 69.659                                                        | | |         |
| Schiedsrichter: Abraham Klein ( Israel)                                  | | |         |
| Spielbericht                                                             | | |         |

## Finale

### Argentinien – Niederlande 3:1n.V.(1:1, 1:0)
| Argentinien                                                              | Argentinien | Niederlande | Niederlande | Aufstellung                               |
| ------------------------------------------------------------------------ | --- | --- | ----------- | ----------------------------------------- |
| Argentinien                                                              | \| Sonntag: 25. Juni 1978 um 15:00 Uhr in Buenos Aires (Estadio Monumental) \| \| Zuschauer: 71.483 \| \| Schiedsrichter: Sergio Gonella ( Italien) \| \| Spielbericht \|                                                                              | \| Sonntag: 25. Juni 1978 um 15:00 Uhr in Buenos Aires (Estadio Monumental) \| \| Zuschauer: 71.483 \| \| Schiedsrichter: Sergio Gonella ( Italien) \| \| Spielbericht \|                                                                                 | Niederlande | Aufstellung Argentinien gegen Niederlande |
| Argentinien                                                              | Ubaldo Fillol – Daniel Passarella – Jorge Olguín, Luis Galván, Alberto Tarantini – Osvaldo Ardiles (65. Omar Larrosa), Mario Kempes, Américo Gallego – Daniel Bertoni, Leopoldo Luque, Oscar Ortiz (74. René Houseman) Cheftrainer: César Luis Menotti | Jan Jongbloed – Ruud Krol – Wim Jansen (72. Wim Suurbier), Ernie Brandts, Jan Poortvliet – Willy van de Kerkhof, Arie Haan, Johan Neeskens – René van de Kerkhof, Johnny Rep (59. Dick Nanninga), Rob Rensenbrink Cheftrainer: Ernst Happel ( Österreich) | Niederlande | Aufstellung Argentinien gegen Niederlande |
| Argentinien                                                              | 1:0 Kempes (38.) 2:1 Kempes (105.) 3:1 Bertoni (115.) | 1:1 Nanninga (82.) | Niederlande | Aufstellung Argentinien gegen Niederlande |
| Argentinien                                                              | Ardiles (40.), Larrosa | Krol (15.), Suurbier (94.), Neeskens (96.) | Niederlande | Aufstellung Argentinien gegen Niederlande |
| Sonntag: 25. Juni 1978 um 15:00 Uhr in Buenos Aires (Estadio Monumental) | | |             |                                           |
| Zuschauer: 71.483                                                        | | |             |                                           |
| Schiedsrichter: Sergio Gonella ( Italien)                                | | |             |                                           |
| Spielbericht                                                             | | |             |                                           |